# Jean Hersholt Humanitarian Award
Der Jean Hersholt Humanitarian Award ist ein Ehrenoscar, der von der Academy of Motion Picture Arts and Sciences für besondere humanitäre Verdienste im Sinne der Filmindustrie vergeben wird. Der Preis ist ein Sonderpreis und wird nicht automatisch jedes Jahr, sondern nach Anlass vergeben. Er wurde nach dem Filmschauspieler Jean Hersholt (1886–1956) benannt, der von 1945 bis 1949 Präsident der Academy of Motion Picture Arts and Sciences war. Für sein Engagement wurde er 1940 und 1950 mit einem Ehrenoscar ausgezeichnet. 
Nach seinem Tod führte die Academy den Jean Hersholt Humanitarian Award ein, der bis heute an sozial besonders engagierte Filmschaffende vergeben wird. Früher wurde die Auszeichnung im Rahmen der Oscarverleihung vergeben, seit 2009 gibt es zusammen mit den anderen Ehrenoscars eine eigene Veranstaltung. Die Verleihungsjahreszahlen beziehen sich auf das Jahr der jeweiligen Oscarverleihung. 

## Preisträger
- 1957: Y. Frank Freeman
- 1958: Samuel Goldwyn
- 1960: Bob Hope
- 1961: Sol Lesser
- 1962: George Seaton
- 1963: Steve Broidy
- 1966: Edmond L. DePatie
- 1967: George Bagnall
- 1968: Gregory Peck
- 1969: Martha Raye
- 1970: George Jessel
- 1971: Frank Sinatra
- 1973: Rosalind Russell
- 1974: Lew Wasserman
- 1975: Arthur B. Krim
- 1976: Jules C. Stein
- 1978: Charlton Heston
- 1979: Leo Jaffe
- 1980: Robert Benjamin (posthum verliehen)
- 1982: Danny Kaye
- 1983: Walter Mirisch
- 1984: M. J. Frankovich
- 1985: David L. Wolper
- 1986: Charles „Buddy“ Rogers
- 1990: Howard W. Koch
- 1993: Audrey Hepburn (posthum verliehen) und Elizabeth Taylor
- 1994: Paul Newman
- 1995: Quincy Jones
- 2002: Arthur Hiller
- 2005: Roger Mayer
- 2007: Sherry Lansing
- 2009: Jerry Lewis
- 2012: Oprah Winfrey
- 2013: Jeffrey Katzenberg
- 2014: Angelina Jolie
- 2015: Harry Belafonte
- 2016: Debbie Reynolds
- 2020: Geena Davis
- 2021: Tyler Perry und Motion Picture & Television Fund[1]
- 2022: Danny Glover[2]
- 2023: Michael J. Fox
- 2024: Michelle Satter[3]
- 2025: Richard Curtis
- 2026: Dolly Parton[4]